# إريك آرثر
اريك آرثر (بالإنجليزية: Eric Arthur)‏ هو مهندس معماري كندي ونيوزلندي، ولد في 1 يوليو 1898 في دنيدن في نيوزيلندا، وتوفي في 1 نوفمبر 1982 في تورونتو في كندا.